# نقاشی دیواری جوانان باکوماتسو، رونین ساکاموتو ریوما
قاشی دیواری جوانان باکوماتسو، رونین ساکاموتو ریوما (به ژاپنی: 幕末青春グラフィティ Ronin 坂本竜馬) فیلمی در ژانر جیدای‌گکی به کارگردانی کاوایی یوشیتاکا است که در سال ۱۹۸۹ اکران شد. این فیلم شرح وقایع زندگی ساکاموتو ریوما و افراد اطراف او است و نقش ریوما را تتسویا تاکه‌دا بازی کرده‌است.